# 客店镇
客店镇，是中华人民共和国湖北省荆门市钟祥市下辖的一个乡镇级行政单位。

## 行政区划
客店镇下辖以下地区：
客店社区、马湾村、杨岭村、南庄村、明灯村、邵集村、马嘴村、元台村、官湾村、新屋湾村、邵台村、杨庙村、朝阳店村和赵泉河村。

## 中国传统村落
2012年，赵泉河村被评为首批“中国传统村落”。